# Elly Gross
Elly Berkovits Gross (n. 14 februarie 1929, Șimleu Silvaniei, România – d. 24 octombrie 2022) a fost o scriitoare evreică originară din Transilvania, supraviețuitoare a Holocaustului, care locuia în SUA. Supraviețuitoare a lagărului de la Auschwitz, aceasta a scris mai multe cărți despre Holocaust. A apărut în mai multe emisiuni de radio și televiziune.

## Opere
- Copilărie la poalele Măgurii: Elka și povestea ei într-o lume schimbătoare, New York, Ed. Scolastic Press, 2004
- Poeme de Elly Gross : amintirile unei supraviețuitoare a Holocaustului / Poems of Elly Gross : memories of a Holocaust Survivor, New York, Columbia House Inc, 2005
- Furtună împotriva inocenților : amintirile Holocaustului și alte istorisiri, Zalău, Ed. Silvania, 2008
- My True Story of the Holocaust, New York, Scolastic Press, 2009.[2]